# Ревич, Юджин
Юджин Ревич (1909 — 1996) — американский учёный, доктор медицинских наук.

## Биография
Родился в Риге (Лифляндская губерния, Российская империя). Учился в университете Монпелье во Франции, затем на медицинском факультете Парижского университета, который окончил в 1936 году.
Обучался психиатрии и неврологии в США. Во время Второй мировой войны служил военным врачом в американской армии.
Во время 22-летней работы в диагностическом центре Нью-Джерси, Ревич опубликовал несколько трудов по сексуальной агрессии.
В конце жизни работал профессором клинической психиатрии в медицинской школе Роберта Вуда Джонсона. Имел учеников и пациентов.
В целом внёс большой вклад в невропатологию и психиатрию.